# Cabo Maciel
Alcimar Maciel Pereira, mais conhecido como Cabo Maciel (Humaitá, 07 de junho de 1972), é deputado estadual eleito pelo estado do Amazonas, é filiado ao Partido Liberal (PL).